# Alchemilla hypotricha
Alchemilla hypotricha är en rosväxtart som beskrevs av Sergei Vasilievich Juzepczuk. Alchemilla hypotricha ingår i släktet daggkåpor, och familjen rosväxter. Inga underarter finns listade i Catalogue of Life.